# Московський договір (1920)
Московський договір (рос. Московский договор; груз. მოსკოვის ხელშეკრულება, латиніз.: moskovis khelshekruleba), підписаний між Радянською Росією (РСФСР) і Грузинською Демократичною Республікою (ГДР) у Москві 7 травня 1920 р., де-юре Росія визнала незалежність Грузії в обмін на обіцянку не надавати притулок на грузинській землі військам держави, ворожі більшовицькій Росії.

## Передумови
Демократична Республіка Грузії, очолювана Соціал-демократичною партією, або партією меншовиків, проголосила свою незалежність від Росії 26 травня 1918 року. На той час вона не була офіційно визнана Радами, але грузинському уряду врешті вдалося отримати фактичне визнання від білих лідерів і союзників.
Після невдалого більшовицького перевороту в Тбілісі та невдалої спроби частин Червоної Армії проникнути до Грузії на початку травня 1920 р. уряд Володимира Леніна погодився підписати договір з Грузією та визнати її незалежність де-юре, якщо меншовики офіційно зобов’язуються не надати притулок на території Грузії будь-якій силі, ворожій Радянській Росії. Багато грузинських політиків, у тому числі міністр закордонних справ Євген Гегечкорі, розцінили цей пункт як порушення суверенітету Грузії і підтримали відмову від російських умов. Однак прем'єр-міністр Грузії Ное Жорданія, перш за все, прагнув домогтися міжнародного визнання Грузії, тому погодився на це.
Договір остаточно підписали в Москві Григол Уратадзе для Грузії та Лев Карахан для Росії 7 травня 1920 року.

## Положення
Стаття 1 договору від 7 травня надала беззастережне де-юре визнання Грузії Росією:
Стаття I:

 Виходячи з проголошеного РРФСР права всіх народів на вільне самовизначення аж до відокремлення від держави, до складу якої вони входять, Росія беззастережно визнає незалежність і суверенітет Грузинської Держави і добровільно відмовляється від усіх суверенних прав. права, які належали Росії щодо народу і території Грузії. 
Стаття 2 Росія пообіцяла утримуватися від будь-якого втручання у її внутрішні справи:
Стаття II: Виходячи з принципів, проголошених у статті I вище цього Договору, Росія зобов'язується утримуватися від будь-якого втручання у справи Грузії.
Стаття 3 встановлює кордон між двома країнами, передбачаючи демілітаризацію до 1 січня 1922 року всіх гірських перевалів на російсько-грузинському кордоні:
Стаття III: Державний кордон між Росією та Грузією, проходить від Чорного моря, по річці Псоу ... і продовжується по північному кордону колишніх Чорноморської, Кутаїської та Тифліської губерній до Закатальського контуру та по його східній межі. аж до кордону Вірменії . Вершини всіх гір вздовж цієї лінії кордону вважатимуться нейтральними до 1 січня 1922 року. . . . Точне визначення державного кордону між двома договірними сторонами здійснюється спеціальною змішаною прикордонною комісією, що складається з рівної кількості представників кожної із сторін. Результати роботи цієї комісії затверджуються спеціальним договором.
Стаття 4 визначала грузинські території і проголошувала, що Росія визнає належною Грузії будь-яку територію, яку остання може отримати за договором від своїх сусідів.

Стаття 5 була обіцянкою Грузії роззброїти та інтернувати всі військові та військово-морські підрозділи, які видавали себе за уряд Росії або союзних з нею держав, а також осіб, організації та групи, метою яких було скинути уряд Росії. Росія чи її союзники.

Стаття 10 полягала в обіцянці Грузії взяти на себе зобов'язання звільнити від покарання та подальшого адміністративного чи судового переслідування всіх осіб, які в минулому працювали на користь РРФСР або Комуністичної партії.

Стаття 11 зобов’язувала обидві країни поважати прапори та емблеми одна одної.

Стаття 12 надає режим найбільшого сприяння торгівлі кожної країни на території іншої.

Стаття 13 передбачала укладення комерційного договору найближчим часом. 

Стаття 14 передбачала встановлення дипломатичних відносин до укладання спеціальної конвенції про взаємний статус їхніх консулів.

Стаття 15 покладала вирішення питань публічних і приватних прав, що виникають між громадянами, на спеціальні російсько-грузинські змішані комісії. 

У статті 16 зазначено, що договір набуде чинності з моменту його підписання і не потребує ратифікації. 

### Секретний додаток
У статті 1 секретного додатка зазначено:
«Грузія зобов’язується визнати право на вільне існування та діяльність Комуністичної партії. . . і, зокрема, її право на безкоштовні зустрічі та публікації (у тому числі в органах преси)».
Ні в якому разі не можна було вживати репресивних заходів проти приватних осіб, оскільки вони займалися пропагандою та агітацією на користь комуністичної програми, а також проти груп і організацій, заснованих на ній. Ця стаття фактично обмежувала суверенітет Грузії. З усіх практичних цілей вона скасувала статтю 2 російсько-грузинського договору, в якому Росія пообіцяла не втручатися у внутрішні справи Грузії. Тепер стаття 1 Секретного додатку неявно давала Росії право втручатися на користь грузинських більшовиків, свобода яких була гарантована договором.

## Наслідки

### 1920-ті роки
Незважаючи на коротку меншовицьку ейфорію від оголошеного дипломатичного успіху, громадська думка Грузії засудила договір як «завуальоване підпорядкування Грузії Росії», про що повідомив британський головний комісар сер Олівер Уордроп. Уряд гостро критикували за поступки Москві з боку парламентської опозиції, зокрема Національно-демократичної партії. Тим не менш, Московський договір мав короткострокову користь для Тбілісі, заохочуючи Верховну Раду союзників та інші уряди, які не бажають, визнати Грузію де-юре 11 січня 1921 року. .
Договір не вирішив конфлікт між Росією та Грузією. Хоча Радянська Росія визнала незалежність Грузії, остаточне повалення меншовицького уряду було і задуманим, і запланованим, а договір був лише тактикою відкладення з боку більшовиків, які тоді були зайняті непростою війною . проти Польщі.
Згідно з угодою, уряд Грузії звільнив більшість більшовиків з в'язниці. Вони швидко створили номінально автономну Комуністичну партію Грузії, яка під координацією Кавказького бюро Російської Комуністичної партії негайно активізувала свою відверту кампанію проти меншовицького уряду і тому була знову заарештована енергійним міністром внутрішніх справ Ное Рамішвілі. Це викликало протести з боку новопризначеного повноважного посла Росії Сергія Кірова, який обмінявся палими нотами з Євгеном Гегечкорі. Конфлікт, який так і не був остаточно вирішений, згодом був використаний у радянській пропаганді проти меншовицького уряду, якого Москва звинувачувала у переслідуванні комуністів, перешкоджанні проходженню конвоїв до Вірменії та підтримці антирадянського повстання на Північному Кавказі . З іншого боку, Грузія звинуватила Росію в розпалюванні антиурядових заворушень у різних регіонах країни, особливо серед етнічних меншин, таких як абхази та осетини, а також у провокуванні прикордонних інцидентів уздовж кордону з Радянським Азербайджаном.
Після дев'яти місяців крихкого миру, у лютому 1921 р. Радянська Червона Армія розпочала остаточний наступ на Грузію під приводом підтримки повстання селян і робітників у країні, поклала кінець Грузинській Демократичній Республіці та створила Радянську Республіку. Грузії, яка триватиме наступні сім десятиліть.

### 1990-і та 2000-ті роки
Оскільки Грузія рухалася до незалежності від Радянського Союзу, грузинський уряд на чолі зі Звіадом Гамсахурдіа звернувся до президента Росії Бориса Єльцина і заявив, що «єдиною законною основою відносин» між Росією та Грузією може бути договір 1920 року. Москва відмовилася, і Грузія оголосила радянські війська в Грузії окупаційними силами.
У сучасній Грузії проводяться паралелі між грузинсько-російською дипломатією 1920-х і 2000-х років. У відповідь на вказівки кількох високопоставлених російських дипломатів про те, що Москва хоче бачити Грузію «суверенною, нейтральною і дружньою країною», а не членом військових альянсів, таких як НАТО, президент Грузії Михайло Саакашвілі заявив 25 жовтня 2007 року, що нейтралітет не є варіант для Грузії, оскільки «Грузія підписала угоду про нейтралітет у 1920 році з більшовицькою Росією і через півроку Грузія була окупована».